# Абу-аль-Киан
Абу-аль-Киан (араб. أبو القيعان‎, ивр. אבו-אלקיעאן‎) — бедуинское племя, проживающее в пустыне Негев, Израиль.

Центральная мечеть Хуры

Племя насчитывает порядка 4,300 человек (май 2012). 3,200 из них проживают в посёлке Хура, а ещё тысяча — в так называемом рассеянии. Посёлок Хура был построен специально для этого племени как решение жилищного вопроса, а также для предоставления основных коммунальных и прочих услуг.